# Гома, Паул
Па́ул Го́ма (рум. Paul Goma; 2 октября 1935, Мана, Оргеевский район, Румыния — 25 марта 2020, Париж, Франция) — румынский писатель.

## Биография
Пауль Гома родился в селе Мана, около Оргеева в 1935 году. После присоединения Бессарабии к СССР его отец был депортирован. Гома с матерью в 1944 году переехали в Трансильванию.
В 1952 году за антикоммунистические взгляды был лишён права обучаться в школе. В 1955 году, в результате разногласий с профессорами и преподавателями Института литературы и литературной критики М. Новиковым, Михаем Гафица и другими, обсуждался на заседании ректората Института. В 1956 году протестовал против ввода советских войск в Венгрию, в знак протеста сдал билет члена Союза рабочей молодёжи.
В 1956 году был арестован и осуждён сначала на два года, которые провёл в тюрьмах Жилавы и Герлы. Впоследствии был принудительно отправлен на поселение в село Лэтешть (ныне Бордушань), уезда Яломица, где находился до 1964 года. Тем не менее, в 1965 году его не приняли на 3-й курс Института литературы. Паулу Гоме пришлось сдавать экзамены на филологический факультет Бухарестского университета.
В 1968 году вступил в РКП. В 1971 году в ФРГ опубликовал роман «Остинато», за что был предложен к исключению из партии. В марте 1977 года, опубликовал первую заметку в «Ромыния Литерарэ» (о последствиях землетрясения). В 1977 году ему удалось отправить на радиостанцию «Свободная Европа» письмо протеста по поводу нарушения прав человека в Румынии, за что он был задержан и побит Секуритате. Благодаря опеке «Международной Амнистии» Гоме удалось избежать ареста и заключения.
20 ноября 1977 года вместе с семьей он был лишён румынского гражданства и выслан во Францию. Приехав в Париж, семья Гомы попросила политического убежища. Гома продолжил борьбу против коммунистического режима в Румынии. с 1977 года он имел статус апатрида.
25 апреля 2013 года Гома получил молдавское гражданство, а 28 июня — молдавский паспорт и объявил о планах переезда в Кишинёв.
В том же 2013 году Союз писателей Молдавии выдвигал Гому на Нобелевскую премию по литературе.
Гома известен также обвинениями евреев в насаждении коммунизма и отрицанием Холокоста. В своем эссе «Красная неделя 28 июня — 3 июля, или Бессарабия и евреи» Гома открыто отрицает и оправдывает факт Холокоста, определяя действия союзного нацистской Германии режима Иона Антонеску как «справедливое возмездие, месть». Гома подал в суд на несколько газет и канцелярию президента Бухареста, которые обвинили его в антисемитизме и преуменьшении Холокоста. Он назвал эти утверждения клеветой. Он проиграл это дело в 2013 году.
Умер 25 марта 2020 года от последствий COVID-19.